# Gare de Lapa
La gare de Lapa (en portugais Estação Lapa) est une gare ferroviaire de la ligne 7 (Rubis) de la Companhia Paulista de Trens Metropolitanos (CTPM). Elle est située rue William Speers dans le quartier de Lapa à São Paulo, au Brésil.

## Situation ferroviaire

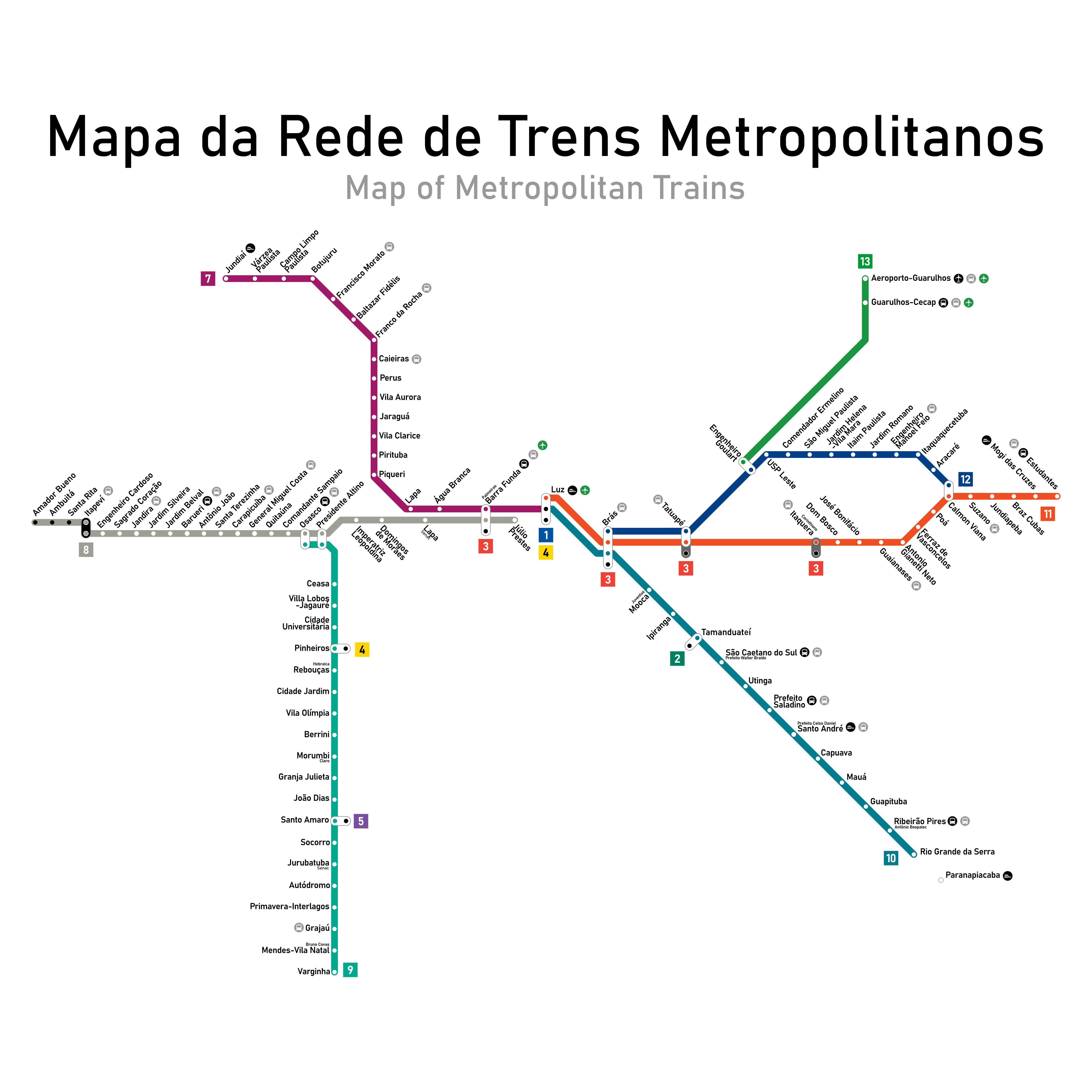
Plan des lignes de la CPTM (2020).

Établie à 725 mètres d'altitude, la gare de Lapa est située sur la ligne 7 (Rubis) de la Companhia Paulista de Trens Metropolitanos (CTPM), entre la gare d'Água Branca, en direction de la gare terminus de Brás, et la gare de Piqueri, en direction de la gare terminus de Jundiaí. 

## Histoire
La gare de Lapa est mise en service, pour les voyageurs, le 1er juillet 1898, par le São Paulo Railway (SPR), sur la ligne de chemin de fer de São Paulo reliant Santos et Jundiaí. La mise en service pour les marchandises a lieu le 20 février 1899.

## À proximité
- Marché municipal de Lapa
- Shopping Center Lapa